# Bosc Estatal de Tres Estelles
El Bosc Estatal de Tres Estelles (en francès, oficialment, Forêt Domaniale de Très-Estelles) és un bosc de 938 ha dels termes comunals d'Escaró i de Saorra, a la comarca del Conflent, de la Catalunya del Nord.
Està situat en els vessants nord i nord-est del Pic de Tres Estelles, a cavall de les dues comunes esmentades. És al sud-est del poble d'Escaró i al sud-oest del de Saorra.
El bosc està sotmès a una explotació gestionada per l'Office National des Forêts (ONF); la propietat del bosc és de l'estat francès, ja que procedeix d'antigues propietats reials. Té el codi identificador de l'ONF F16255E.